# Nomerobius argentinensis
Nomerobius argentinensis là một loài côn trùng trong họ Hemerobiidae thuộc bộ Neuroptera. Loài này được Gonzalez Olazo miêu tả năm 1990.